# Joaquim Miranda
Joaquim Miranda da Silva (7. září 1950 Portalegre – 17. června 2006 tamtéž) byl portugalský ekonom a politik, v letech 1986–2004 poslanec Evropského parlamentu za Portugalskou komunistickou stranu (PCP).

## Život
Vzděláním byl ekonom. V letech 1979–1985 působil jako radní ve svém rodném městě Portalegre, v letech 1980–1986 byl poslancem Shromáždění republiky. Po celou dobu své politické kariéry působil v Portugalské komunistické straně a také v ní následně utvořené Jednotné demokratické koalici.
V prvních evropských portugalských volbách konaných v roce 1986 byl zvolen poslancem Evropského parlamentu, do kterého byl znovu zvolen v následujících všeobecných volbách v letech 1987, 1989, 1994 a 1999. V parlamentu byl členem levicových, komunisticky orientovaných frakcí. V letech 1993–1994 byl předsedou Levice v Evropském parlamentu, následně místopředsedou této frakce (1991–1993) a Skupiny komunistů a spojenců (1986–1989). Pracoval mimo jiné v Komisi pro rozvoj a spolupráci, od roku 1999 působil jako její předseda. Poslanecký mandát složil několik měsíců před koncem pátého funkčního období Evropského parlamentu, a to ze zdravotních problémů a také kritiky směřování své strany.
V rámci Portugalské komunistické strany byl Miranda členem ústředního výboru a regionálního výboru v Portalegre. V závěru svého života ústřední výbor opustil a stal se členem reformistické skupiny Renovação Comunista, která kritizuje politickou orientaci strany.